# Ci risiamo, vero Provvidenza?
Ci risiamo, vero Provvidenza? ist eine Italowestern-Komödie von Alberto de Martino. Im deutschsprachigen Raum wurde der Film, eine Fortsetzung von Providenza! – Mausefalle für zwei schräge Vögel, nicht aufgeführt.

## Inhalt
Provvidenza verliebt sich in die Gräfin Pamela und plant, ihren Vater um deren Hand zu bitten. Sie ist jedoch schon einem Armeecaptain versprochen, dem der Graf eine Menge Geld schuldet. So muss Provvidenza eine Million Dollar herbeischaffen. Mit Hilfe seines Dieners Solon und seines alten Freund-Feindes Hurricane Kid probiert er verschiedenes aus, um das zu erreichen: Ein manipuliertes Rouletterad, eine falsche Bank und ein Goldraub bringen aber keinen Erfolg, da Hurricane Kid sich als unfähig erweist. Am Ende stellt sich der Vater als alter Rivale von Provvidenza und Ehemann der angeblichen Gräfin heraus.

## Kritiken
„Relativ gute Fortsetzung des Klamaukwesterns mit demselben Hauptdarsteller“

„Eine wahre Sturzflut von grotesken Episoden. Noch stärker als im ersten Teil sind hier die autoreflexiven Elemente herausgekehrt. So wendet sich Milian des öfteren direkt in die Kamera und kommentiert das Geschehen. Sehr ulkig, det Janze!“

## Sonstiges
- Provvidenza ist äußerlich eine Reminiszenz an die Tramp-Figur Charlie Chaplins.

- Morricone und Nicolai verwenden für die Filmmusik auch Synthesizer.